# Висоцький Іван Іванович (актор)
Висоцький Іван Іванович — актор театру і кіно Республіки Болгарія.

## Життєпис
Народився в с. Польове Дашівського району (тепер частина смт Дашів) на Вінниччині.
Бував гостем радіожурналу «Кобзар» на Українському радіо (ведуча — Ніна Гнатюк).

## Фільмографія
- Вечни времена (1974, Болгарія)
- Зарево над Драва (1974, Болгарія)